# 37 î.Hr.

## Nașteri
- 14 ianuarie: Drusus politician roman și soldat (d. 9 î.Hr.)

## Decese
- dată necunoscută: Antigon al II-lea Mattathias  (n. 80 î.Hr.)